# Madelaine Petsch
Madelaine Grobbelaar Petsch (ur. 18 sierpnia 1994) – amerykańska aktorka, która grała m.in. Cheryl Blossom w serialu Riverdale.

## Wczesne życie
Madelaine urodziła się 18 sierpnia 1994 roku i dorastała w Port Orchard.
W wieku trzech lat, Madelaine rozwinęła swoją pasję do tańca, więc rodzice zapisali ją na naukę tańca. W teatrze zaczęła występować dwa lata później. Rodzice Madelaine pochodzą z Afryki Południowej, więc pierwsze dziesięć lat życia spędziła dzieląc swój czas między Afryką Południową a Port Orchard.
Madelaine była poniżana przez swoich rówieśników w wieku dziecięcym, ze względu na jej naturalne rude włosy, afrykański akcent oraz wychowywanie się bez religii. Uczęszczała do szkoły w Tacomie, a po ukończeniu studiów zamieszkała w Los Angeles. Ma jednego brata.

## Kariera
Madelaine pojawiła się w krajowej kampanii reklamowej Coca-Coli w 2014 roku. W lutym 2016 roku została obsadzona w roli Cheryl Blossom w serialu Riverdale. W marcu 2018 roku dołączyła do obsady Polaroida jako Joanne Flame.
W kwietniu 2018 roku, Madelaine współpracowała z firmą Privé Revaux specjalizującą się w okularach przeciwsłonecznych. Madelaine wypuściła własną kolekcję okularów.

## Życie prywatne
W wieku 14 lat zdecydowała, że chce być weganką, o czym wielokrotnie wspomina w swoich filmach na kanale na YouTube. Od dłuższego czasu była w związku z piosenkarzem Travisem Millsem, lecz zerwali w lutym 2020.

## Filmografia
| Rok       | Film                    | Rola              |
| --------- | ----------------------- | ----------------- |
| 2015      | The Hive                | Obecna dziewczyna |
| 2015      | W roli mamy             | Syrena            |
| 2016      | Klątwa Śpiącej Królewny | Eliza             |
| 2017–2023 | Riverdale               | Cheryl Blossom    |
| 2017      | F the Prom              | Marissa           |
| 2018      | Polaroid                | Sarah             |
| 2020      | Sightless               | Ellen             |

## Nagrody oraz nominacje
| Rok  | Nagroda                    | Kategoria        | Nominowana praca | Wyniki    |
| ---- | -------------------------- | ---------------- | ---------------- | --------- |
| 2017 | Teen Choice Awards 2017    | Choice Hissy Fit | Riverdale        | Laureatka |
| 2018 | MTV Movie & TV Awards 2018 | Scene Stealer    | Riverdale        | Laureatka |
| 2018 | Teen Choice Awards 2018    | Choice Hissy Fit | Riverdale        | Laureatka |